# Alcis subolivacea
Alcis subolivacea là một loài bướm đêm trong họ Geometridae.